# Єврохокейтур

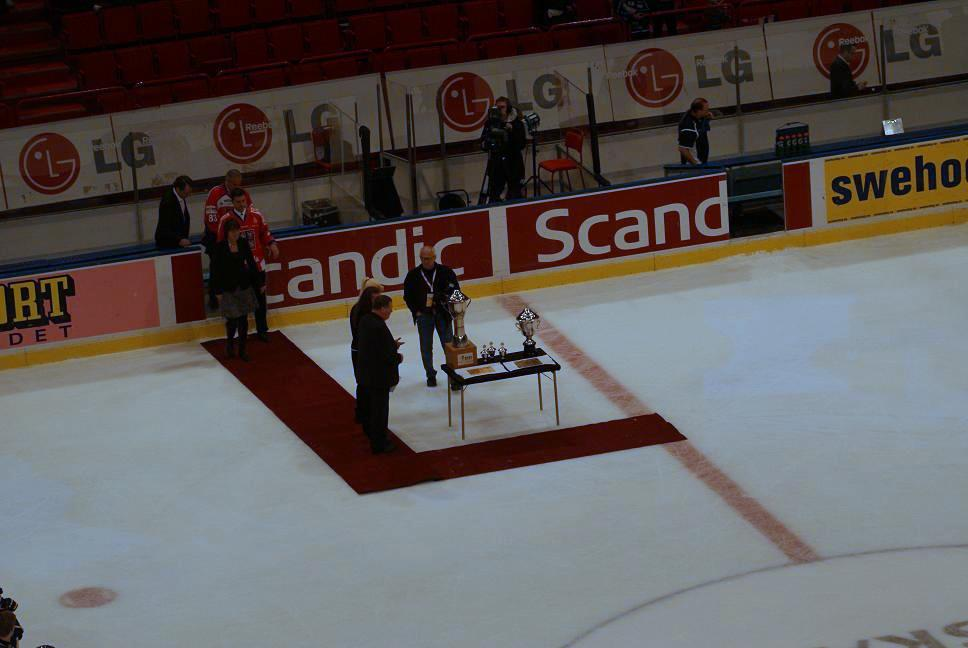
Вручення трофею на турнірі

Єврохокейтур (англ. Euro Hockey Tour, EHT) — міжнародний хокейний турнір у Європі. Проводиться між чотирма національними збірними: Швейцарії, Фінляндії, Чехії та Швеції (збірна Росії виступала до 2022 року). Турнір розглядається як підготовчий етап до чемпіонатів світу та Олімпійських ігор.

## Регламент змагань
Єврохокейтур складається з чотирьох турнірів: Кубок Кар'яла у Фінляндії, Швейцарські хокейні ігри в Швейцарії, Хокейні ігри Oddset у Швеції та Хокейні ігри Kajotbet в Чехії. Кожна команда грає три гри у кожному з турнірів, проводячи у сумі дванадцять ігор. 
Згідно з регламентом змагань за перемогу команда отримує — три очки, за перемогу в додатковий час або в серії булітів — два очки, одне очко — за поразку в овертаймі та в серії булітів та нуль очок за поразку в основний час. Очки всіх чотирьох турнірів складаються. Переможцем стає збірна, яка найбільше набрала очок за підсумками усіх турнірів, винятки були в сезонах 2004/2005, 2005/2006 та 2006/2007 років, збірні, що посіли перше та друге місце, грали у фіналі, а третє місце та четверте місце грали в матчі за третє місце.

## Турніри Єврохокейтуру
Російська збірна відсторонена від участі в змаганнях через російське вторгнення в Україну.
- Чехія — Хокейні ігри Kajotbet
- Фінляндія — Кубок Кар'яла
- Швейцарія — Швейцарські хокейні ігри, замінили російський турнір Кубок Першого каналу
- Швеція — Хокейні ігри Oddset

## Результати
| Сезон    | Переможець | 2 місце   | 3 місце   | 4 місце   |
| -------- | ---------- | --------- | --------- | --------- |
| 1996–971 | Фінляндія  | Швеція    | Росія     | Чехія     |
| 1997–98  | Чехія      | Швеція    | Фінляндія | Росія     |
| 1998–99  | Швеція     | Фінляндія | Чехія     | Росія     |
| 1999–00  | Фінляндія  | Чехія     | Росія     | Швеція    |
| 2000–01  | Фінляндія  | Росія     | Швеція    | Чехія     |
| 2001–02  | Фінляндія  | Росія     | Швеція    | Чехія     |
| 2002–03  | Фінляндія  | Росія     | Чехія     | Швеція    |
| 2003–04  | Фінляндія  | Швеція    | Росія     | Чехія     |
| 2004–052 | Росія      | Швеція    | Фінляндія | Чехія     |
| 2005–06  | Росія      | Швеція    | Фінляндія | Чехія     |
| 2006–07  | Швеція     | Росія     | Чехія     | Фінляндія |
| 2007–08  | Росія      | Фінляндія | Чехія     | Швеція    |
| 2008–09  | Росія      | Фінляндія | Швеція    | Чехія     |
| 2009–10  | Фінляндія  | Росія     | Чехія     | Швеція    |
| 2010–11  | Росія      | Швеція    | Фінляндія | Чехія     |
| 2011–12  | Чехія      | Фінляндія | Росія     | Швеція    |
| 2012–13  | Росія      | Чехія     | Фінляндія | Швеція    |
| 2013–14  | Фінляндія  | Росія     | Чехія     | Швеція    |
| 2014–15  | Швеція     | Фінляндія | Чехія     | Росія     |
| 2015–16  | Швеція     | Фінляндія | Чехія     | Росія     |
| 2016–17  | Росія      | Чехія     | Фінляндія | Швеція    |
| 2017–18  | Фінляндія  | Чехія     | Росія     | Швеція    |
| 2018–19  | Росія      | Фінляндія | Швеція    | Чехія     |
| 2019–203 | Чехія      | Швеція    | Фінляндія | Росія     |
| 2020–21  | Росія      | Чехія     | Швеція    | Фінляндія |
| 2021–22  | Швеція     | Фінляндія | Чехія     | Росія     |
| 2022–23  | Швеція     | Чехія     | Фінляндія | Швейцарія |
| 2023–24  | Швеція     | Фінляндія | Чехія     | Швейцарія |
| 2024–25  | Чехія      | Фінляндія | Швейцарія | Швеція    |

1 Враховані результати з Кубка Кар'яла, Призу «Известий» та шведських хокейних ігор, через те що збірна Росії не брала участі у Кубку Прагобанка.
2 Чеський турнір не відбувся через проведення Кубка світу з хокею.
3 Чеський турнір не відбувся через пандемію COVID-19.

## Статистика
| Країна    | Золото | Срібло | Бронза | Разом |
| --------- | ------ | ------ | ------ | ----- |
| Фінляндія | 9      | 10     | 8      | 27    |
| Росія     | 9      | 6      | 5      | 20    |
| Швеція    | 7      | 7      | 5      | 19    |
| Чехія     | 4      | 6      | 10     | 20    |
| Швейцарія | 0      | 0      | 1      | 1     |